# Longcot
 (septembre 2023).
Longcot est une paroisse civile et un village de l'Oxfordshire, en Angleterre.